# Grupp 6 i kvalspelet till Europamästerskapet i fotboll för damer 2013
Grupp 6 i kvalspelet till Europamästerskapet i fotboll för damer 2013 var en av sju kvalificeringsgrupper till Fotbolls-EM och som spelades mellan 17 september 2011 och 19 september 2012. I gruppen spelade England, Kroatien, Nederländerna, Serbien och Slovenien.
Vinnaren av gruppen gick direkt vidare till EM-turneringen 2013 medan grupptvåan gick vidare till playoffspel.

## Tabell
| Nr | Lag           | S | V | O | F | GM | IM | MS  | P  |
| -- | ------------- | - | - | - | - | -- | -- | --- | -- |
| 1  | England       | 8 | 6 | 2 | 0 | 22 | 2  | +20 | 20 |
| 2  | Nederländerna | 8 | 6 | 1 | 1 | 20 | 2  | +18 | 19 |
| 3  | Serbien       | 8 | 4 | 1 | 3 | 15 | 18 | −3  | 13 |
| 4  | Slovenien     | 8 | 1 | 1 | 6 | 6  | 21 | −15 | 4  |
| 5  | Kroatien      | 8 | 0 | 1 | 7 | 6  | 26 | −20 | 1  |

## Matcher
|             | 17 september 2011 | Serbien                                  | 2 – 2           | England                             | Omladinski stadion                                        |                                                           |
| 16:00 UTC+2 | 16:00 UTC+2       | Danka Podovac 55′ Vesna Smiljković 90+4′ | (0 – 2) Rapport | 6′ Rachel Yankey 19′ Sophie Bradley | Belgrad Publik: 200 Domare: Sandra Braz Bastos (Portugal) | Belgrad Publik: 200 Domare: Sandra Braz Bastos (Portugal) |
| 16:00 UTC+2 | 16:00 UTC+2       |                                          |                 |                                     | Belgrad Publik: 200 Domare: Sandra Braz Bastos (Portugal) | Belgrad Publik: 200 Domare: Sandra Braz Bastos (Portugal) |
| 16:00 UTC+2 | 16:00 UTC+2       |                                          |                 |                                     | Belgrad Publik: 200 Domare: Sandra Braz Bastos (Portugal) | Belgrad Publik: 200 Domare: Sandra Braz Bastos (Portugal) |

|             | 21 september 2011 | Nederländerna                                                               | 6 – 0           | Serbien | TATA Steel Stadion                                      |                                                         |
| 19:30 UTC+2 | 19:30 UTC+2       | Manon Melis 1′, 71′, 78′, 90+3′ Mandy van den Berg 65′ Anouk Hoogendijk 77′ | (1 – 0) Rapport |         | Velsen Publik: 2 018 Domare: Hilal Tuba Tosun (Turkiet) | Velsen Publik: 2 018 Domare: Hilal Tuba Tosun (Turkiet) |
| 19:30 UTC+2 | 19:30 UTC+2       |                                                                             |                 |         | Velsen Publik: 2 018 Domare: Hilal Tuba Tosun (Turkiet) | Velsen Publik: 2 018 Domare: Hilal Tuba Tosun (Turkiet) |
| 19:30 UTC+2 | 19:30 UTC+2       |                                                                             |                 |         | Velsen Publik: 2 018 Domare: Hilal Tuba Tosun (Turkiet) | Velsen Publik: 2 018 Domare: Hilal Tuba Tosun (Turkiet) |

|             | 22 september 2011 | England                                                                | 4 – 0           | Slovenien | The County Ground                                           |                                                             |
| 19:30 UTC+1 | 19:30 UTC+1       | Rachel Yankey 1′ Ellen White 5′ Steph Houghton 56′ Rachel Williams 88′ | (2 – 0) Rapport |           | Swindon Publik: 3 878 Domare: Karolina Radzik-Johan (Polen) | Swindon Publik: 3 878 Domare: Karolina Radzik-Johan (Polen) |
| 19:30 UTC+1 | 19:30 UTC+1       |                                                                        |                 |           | Swindon Publik: 3 878 Domare: Karolina Radzik-Johan (Polen) | Swindon Publik: 3 878 Domare: Karolina Radzik-Johan (Polen) |
| 19:30 UTC+1 | 19:30 UTC+1       |                                                                        |                 |           | Swindon Publik: 3 878 Domare: Karolina Radzik-Johan (Polen) | Swindon Publik: 3 878 Domare: Karolina Radzik-Johan (Polen) |

|             | 22 oktober 2011 | Kroatien | 0 – 3           | Nederländerna                                          | Town stadium                                         |                                                      |
| 15:30 UTC+2 | 15:30 UTC+2     |          | (0 – 0) Rapport | 50′ Manon Melis 52′ Kirsten van de Ven 72′ Sylvia Smit | Vrbovec Publik: 300 Domare: Katalin Kulcsár (Ungern) | Vrbovec Publik: 300 Domare: Katalin Kulcsár (Ungern) |
| 15:30 UTC+2 | 15:30 UTC+2     |          |                 |                                                        | Vrbovec Publik: 300 Domare: Katalin Kulcsár (Ungern) | Vrbovec Publik: 300 Domare: Katalin Kulcsár (Ungern) |
| 15:30 UTC+2 | 15:30 UTC+2     |          |                 |                                                        | Vrbovec Publik: 300 Domare: Katalin Kulcsár (Ungern) | Vrbovec Publik: 300 Domare: Katalin Kulcsár (Ungern) |

|             | 22 oktober 2011 | Slovenien                     | 1 – 2           | Serbien                                   | Sportni Park                                       |                                                    |
| 18:00 UTC+2 | 18:00 UTC+2     | Lidija Stojkanović 75′ (sjm.) | (0 – 1) Rapport | 8′ Vesna Smiljković 73′ Jovana Sretenović | Lendava Publik: 850 Domare: Lilach Asulin (Israel) | Lendava Publik: 850 Domare: Lilach Asulin (Israel) |
| 18:00 UTC+2 | 18:00 UTC+2     |                               |                 |                                           | Lendava Publik: 850 Domare: Lilach Asulin (Israel) | Lendava Publik: 850 Domare: Lilach Asulin (Israel) |
| 18:00 UTC+2 | 18:00 UTC+2     |                               |                 |                                           | Lendava Publik: 850 Domare: Lilach Asulin (Israel) | Lendava Publik: 850 Domare: Lilach Asulin (Israel) |

|             | 27 oktober 2011 | Kroatien                                                | 3 – 3           | Slovenien                                                        | Town stadium                                         |                                                      |
| 14:30 UTC+2 | 14:30 UTC+2     | Dušanka Juko 56′ Petra Glavać 90+2′ Izabela Lojna 90+4′ | (0 – 1) Rapport | 20′ (sjm.) Allison Lee Scurich 54′ Tanja Vrabel 66′ Urška Žganec | Vrbovec Publik: 350 Domare: Esther Azzopardi (Malta) | Vrbovec Publik: 350 Domare: Esther Azzopardi (Malta) |
| 14:30 UTC+2 | 14:30 UTC+2     |                                                         |                 |                                                                  | Vrbovec Publik: 350 Domare: Esther Azzopardi (Malta) | Vrbovec Publik: 350 Domare: Esther Azzopardi (Malta) |
| 14:30 UTC+2 | 14:30 UTC+2     |                                                         |                 |                                                                  | Vrbovec Publik: 350 Domare: Esther Azzopardi (Malta) | Vrbovec Publik: 350 Domare: Esther Azzopardi (Malta) |

|             | 27 oktober 2011 | Nederländerna | 0 – 0   | England | Oosterenk                                                 |                                                           |
| 19:30 UTC+2 | 19:30 UTC+2     |               | Rapport |         | Zwolle Publik: 8 800 Domare: Bibiana Steinhaus (Tyskland) | Zwolle Publik: 8 800 Domare: Bibiana Steinhaus (Tyskland) |
| 19:30 UTC+2 | 19:30 UTC+2     |               |         |         | Zwolle Publik: 8 800 Domare: Bibiana Steinhaus (Tyskland) | Zwolle Publik: 8 800 Domare: Bibiana Steinhaus (Tyskland) |
| 19:30 UTC+2 | 19:30 UTC+2     |               |         |         | Zwolle Publik: 8 800 Domare: Bibiana Steinhaus (Tyskland) | Zwolle Publik: 8 800 Domare: Bibiana Steinhaus (Tyskland) |

|             | 19 november 2011 | Serbien                                                                    | 4 – 2           | Kroatien                | Stadion FK Inđija                                         |                                                           |
| 13:00 UTC+1 | 13:00 UTC+1      | Jovana Sretenović 45+2′ Marija Radojičić 51′, 71′ Danka Podovac 75′ (str.) | (1 – 1) Rapport | 27′, 79′ Katarina Kolar | Inđija Publik: 400 Domare: Christine Baitinger (Tyskland) | Inđija Publik: 400 Domare: Christine Baitinger (Tyskland) |
| 13:00 UTC+1 | 13:00 UTC+1      |                                                                            |                 |                         | Inđija Publik: 400 Domare: Christine Baitinger (Tyskland) | Inđija Publik: 400 Domare: Christine Baitinger (Tyskland) |
| 13:00 UTC+1 | 13:00 UTC+1      |                                                                            |                 |                         | Inđija Publik: 400 Domare: Christine Baitinger (Tyskland) | Inđija Publik: 400 Domare: Christine Baitinger (Tyskland) |

|             | 19 november 2011 | Slovenien | 0 – 2           | Nederländerna                                | NK Livar Ivančna Gorica                                    |                                                            |
| 14:00 UTC+1 | 14:00 UTC+1      |           | (0 – 1) Rapport | 31′ Kirsten van de Ven 90′ Chantal de Ridder | Ivančna Gorica Publik: 230 Domare: Petra Chudá (Slovakien) | Ivančna Gorica Publik: 230 Domare: Petra Chudá (Slovakien) |
| 14:00 UTC+1 | 14:00 UTC+1      |           |                 |                                              | Ivančna Gorica Publik: 230 Domare: Petra Chudá (Slovakien) | Ivančna Gorica Publik: 230 Domare: Petra Chudá (Slovakien) |
| 14:00 UTC+1 | 14:00 UTC+1      |           |                 |                                              | Ivančna Gorica Publik: 230 Domare: Petra Chudá (Slovakien) | Ivančna Gorica Publik: 230 Domare: Petra Chudá (Slovakien) |

|             | 23 november 2011 | England                            | 2 – 0           | Serbien | Keepmoat Stadium                                               |                                                                |
| 19:30 UTC±0 | 19:30 UTC±0      | Jessica Clarke 41′ Ellen White 51′ | (1 – 0) Rapport |         | Doncaster Publik: 4 112 Domare: Natalia Avdonchenko (Ryssland) | Doncaster Publik: 4 112 Domare: Natalia Avdonchenko (Ryssland) |
| 19:30 UTC±0 | 19:30 UTC±0      |                                    |                 |         | Doncaster Publik: 4 112 Domare: Natalia Avdonchenko (Ryssland) | Doncaster Publik: 4 112 Domare: Natalia Avdonchenko (Ryssland) |
| 19:30 UTC±0 | 19:30 UTC±0      |                                    |                 |         | Doncaster Publik: 4 112 Domare: Natalia Avdonchenko (Ryssland) | Doncaster Publik: 4 112 Domare: Natalia Avdonchenko (Ryssland) |

|             | 24 november 2011 | Nederländerna                           | 2 – 0           | Kroatien | Kyocera Stadion                                          |                                                          |
| 19:30 UTC+1 | 19:30 UTC+1      | Chantal de Ridder 7′ Sherida Spitse 13′ | (2 – 0) Rapport |          | Haag Publik: 7 250 Domare: Sandra Braz Bastos (Portugal) | Haag Publik: 7 250 Domare: Sandra Braz Bastos (Portugal) |
| 19:30 UTC+1 | 19:30 UTC+1      |                                         |                 |          | Haag Publik: 7 250 Domare: Sandra Braz Bastos (Portugal) | Haag Publik: 7 250 Domare: Sandra Braz Bastos (Portugal) |
| 19:30 UTC+1 | 19:30 UTC+1      |                                         |                 |          | Haag Publik: 7 250 Domare: Sandra Braz Bastos (Portugal) | Haag Publik: 7 250 Domare: Sandra Braz Bastos (Portugal) |

|             | 31 mars 2012 | Kroatien | 0 – 6           | England                                                                                        | Gradski stadion                                       |                                                       |
| 14:30 UTC+2 | 14:30 UTC+2  |          | (0 – 5) Rapport | 4′ Rachel Williams 15′ Jessica Clarke 18′ Rachel Unitt 35′ Ellen White 45′, 68′ Steph Houghton | Vrbovec Publik: 1 000 Domare: Petra Chudá (Slovakien) | Vrbovec Publik: 1 000 Domare: Petra Chudá (Slovakien) |
| 14:30 UTC+2 | 14:30 UTC+2  |          |                 |                                                                                                | Vrbovec Publik: 1 000 Domare: Petra Chudá (Slovakien) | Vrbovec Publik: 1 000 Domare: Petra Chudá (Slovakien) |
| 14:30 UTC+2 | 14:30 UTC+2  |          |                 |                                                                                                | Vrbovec Publik: 1 000 Domare: Petra Chudá (Slovakien) | Vrbovec Publik: 1 000 Domare: Petra Chudá (Slovakien) |

|             | 5 april 2012 | Nederländerna                                           | 3 – 1           | Slovenien       | De Koel                                        |                                                |
| 19:30 UTC+2 | 19:30 UTC+2  | Maayke Heuver 8′ Kirsten van de Ven 70′ Manon Melis 81′ | (1 – 1) Rapport | 31′ Mateja Zver | Venlo Publik: 3 500 Domare: Marte Sørø (Norge) | Venlo Publik: 3 500 Domare: Marte Sørø (Norge) |
| 19:30 UTC+2 | 19:30 UTC+2  |                                                         |                 |                 | Venlo Publik: 3 500 Domare: Marte Sørø (Norge) | Venlo Publik: 3 500 Domare: Marte Sørø (Norge) |
| 19:30 UTC+2 | 19:30 UTC+2  |                                                         |                 |                 | Venlo Publik: 3 500 Domare: Marte Sørø (Norge) | Venlo Publik: 3 500 Domare: Marte Sørø (Norge) |

|             | 16 juni 2012 | Kroatien          | 1 – 4           | Serbien                                                                              | Gradski stadion                                   |                                                   |
| 17:30 UTC+2 | 17:30 UTC+2  | Martina Šalek 67′ | (0 – 1) Rapport | 40′ Vesna Smiljković 43′ Violeta Slović 47′ Marija Radojičić 71′ (str.) Milena Pešić | Vrbovec Publik: 600 Domare: Gyöngyi Gaál (Ungern) | Vrbovec Publik: 600 Domare: Gyöngyi Gaál (Ungern) |
| 17:30 UTC+2 | 17:30 UTC+2  |                   |                 |                                                                                      | Vrbovec Publik: 600 Domare: Gyöngyi Gaál (Ungern) | Vrbovec Publik: 600 Domare: Gyöngyi Gaál (Ungern) |
| 17:30 UTC+2 | 17:30 UTC+2  |                   |                 |                                                                                      | Vrbovec Publik: 600 Domare: Gyöngyi Gaál (Ungern) | Vrbovec Publik: 600 Domare: Gyöngyi Gaál (Ungern) |

|             | 17 juni 2012 | England           | 1 – 0           | Nederländerna | Salford City Stadium                                       |                                                            |
| 17:15 UTC+1 | 17:15 UTC+1  | Rachel Yankey 67′ | (0 – 0) Rapport |               | Manchester Publik: 5 505 Domare: Jenny Palmqvist (Sverige) | Manchester Publik: 5 505 Domare: Jenny Palmqvist (Sverige) |
| 17:15 UTC+1 | 17:15 UTC+1  |                   |                 |               | Manchester Publik: 5 505 Domare: Jenny Palmqvist (Sverige) | Manchester Publik: 5 505 Domare: Jenny Palmqvist (Sverige) |
| 17:15 UTC+1 | 17:15 UTC+1  |                   |                 |               | Manchester Publik: 5 505 Domare: Jenny Palmqvist (Sverige) | Manchester Publik: 5 505 Domare: Jenny Palmqvist (Sverige) |

|             | 20 juni 2012 | Serbien | 0 – 4           | Nederländerna                                                    | Stadion Srem Jakovo                                  |                                                      |
| 17:00 UTC+2 | 17:00 UTC+2  |         | (0 – 2) Rapport | 21′, 41′ Manon Melis 51′< Lieke Martens 58′ Daniëlle van de Donk | Jakovo Publik: 300 Domare: Carina Vitulano (Italien) | Jakovo Publik: 300 Domare: Carina Vitulano (Italien) |
| 17:00 UTC+2 | 17:00 UTC+2  |         |                 |                                                                  | Jakovo Publik: 300 Domare: Carina Vitulano (Italien) | Jakovo Publik: 300 Domare: Carina Vitulano (Italien) |
| 17:00 UTC+2 | 17:00 UTC+2  |         |                 |                                                                  | Jakovo Publik: 300 Domare: Carina Vitulano (Italien) | Jakovo Publik: 300 Domare: Carina Vitulano (Italien) |

|             | 21 juni 2012 | Slovenien | 0 – 4           | England                                                  | Ob Jezeru                                            |                                                      |
| 20:00 UTC+2 | 20:00 UTC+2  |           | (0 – 2) Rapport | 29′, 34′ Jill Scott 54′ Karen Carney 85′ Rachel Williams | Velenje Publik: 800 Domare: Katalin Kulcsár (Ungern) | Velenje Publik: 800 Domare: Katalin Kulcsár (Ungern) |
| 20:00 UTC+2 | 20:00 UTC+2  |           |                 |                                                          | Velenje Publik: 800 Domare: Katalin Kulcsár (Ungern) | Velenje Publik: 800 Domare: Katalin Kulcsár (Ungern) |
| 20:00 UTC+2 | 20:00 UTC+2  |           |                 |                                                          | Velenje Publik: 800 Domare: Katalin Kulcsár (Ungern) | Velenje Publik: 800 Domare: Katalin Kulcsár (Ungern) |

|             | 15 september 2012 | Slovenien      | 1 – 0           | Kroatien | Lendava Sports Park                                     |                                                         |
| 20:00 UTC+2 | 20:00 UTC+2       | Kaja Eržen 19′ | (1 – 0) Rapport |          | Lendava Publik: 565 Domare: Marianne Svendsen (Danmark) | Lendava Publik: 565 Domare: Marianne Svendsen (Danmark) |
| 20:00 UTC+2 | 20:00 UTC+2       |                |                 |          | Lendava Publik: 565 Domare: Marianne Svendsen (Danmark) | Lendava Publik: 565 Domare: Marianne Svendsen (Danmark) |
| 20:00 UTC+2 | 20:00 UTC+2       |                |                 |          | Lendava Publik: 565 Domare: Marianne Svendsen (Danmark) | Lendava Publik: 565 Domare: Marianne Svendsen (Danmark) |

|             | 19 september 2012 | Serbien                                        | 3 – 0           | Slovenien | Inđija Stadium                                       |                                                      |
| 16:30 UTC+2 | 16:30 UTC+2       | Danka Podovac 35′ (str.), 79′ Marina Nešić 52′ | (1 – 0) Rapport |           | Inđija Publik: 200 Domare: Marina Mamaeva (Ryssland) | Inđija Publik: 200 Domare: Marina Mamaeva (Ryssland) |
| 16:30 UTC+2 | 16:30 UTC+2       |                                                |                 |           | Inđija Publik: 200 Domare: Marina Mamaeva (Ryssland) | Inđija Publik: 200 Domare: Marina Mamaeva (Ryssland) |
| 16:30 UTC+2 | 16:30 UTC+2       |                                                |                 |           | Inđija Publik: 200 Domare: Marina Mamaeva (Ryssland) | Inđija Publik: 200 Domare: Marina Mamaeva (Ryssland) |

|             | 19 september 2012 | England                                          | 3 – 0           | Kroatien | Bescot Stadium                                         |                                                        |
| 17:00 UTC+1 | 17:00 UTC+1       | Jill Scott 21′ Eniola Aluko 47′ Casey Stoney 80′ | (1 – 0) Rapport |          | Walsall Publik: 5 821 Domare: Esther Azzopardi (Malta) | Walsall Publik: 5 821 Domare: Esther Azzopardi (Malta) |
| 17:00 UTC+1 | 17:00 UTC+1       |                                                  |                 |          | Walsall Publik: 5 821 Domare: Esther Azzopardi (Malta) | Walsall Publik: 5 821 Domare: Esther Azzopardi (Malta) |
| 17:00 UTC+1 | 17:00 UTC+1       |                                                  |                 |          | Walsall Publik: 5 821 Domare: Esther Azzopardi (Malta) | Walsall Publik: 5 821 Domare: Esther Azzopardi (Malta) |